# Selecció de futbol de Burundi
La Selecció de futbol de Burundi és l'equip representatiu del país a les competicions oficials. Està dirigida per la Federació Burundesa de Futbol, pertanyent a la CAF. La selecció no s'ha classificat mai per cap fase final de la Copa d'Àfrica de Nacions o la Copa del Món de Futbol.